# Ernst Thommen
Ernst Thommen (Basilea, 23 gennaio 1899 – Muttenz, 14 maggio 1967) è stato un dirigente sportivo svizzero.

## Biografia
Nacque a Basilea nel 1899. Impiegato del Basilea dal 1920 al 1924, presiedette dal 1922 la Baselstädtischen Fussballverbandes, associazione calcistica cittadina. Dal 1938 al 1967 ha guidato la Sport-Toto-Gesellschaft. Inoltre dal 1947 al 1954 ha presieduto l'Associazione Svizzera di Football.
Thommen fu un'importante figura della FIFA, di cui fu membro dal 1950 al 1962 e vicepresidente dal 1954. Fu inoltre responsabile del comitato organizzatore del Campionato mondiale di calcio nelle edizioni di Svizzera 1954, Svezia 1958 e Cile 1962. Fu, infine, presidente della FIFA per sei mesi, dal 25 marzo al 28 settembre del 1961.
Nel 1952 Thommen propose l'istituzione di una coppa a inviti con club di città europee di primo piano, la Coppa Grasshoppers. L'iniziativa però non prese piede e ne fu disputata un'unica edizione.
Thommen, in qualità di vicepresidente FIFA, ci riprovò tre anni dopo: il 18 aprile 1955 (due settimane dopo la creazione della Coppa dei Campioni) con Stanley Rous, segretario della FA e Ottorino Barassi, presidente della FIGC e membro della federazione internazionale, istituirono la Coppa delle Fiere. La competizione aveva inizialmente come scopo quello di fornire, alle città ospitanti di fiere commerciali, degli introiti utili al proprio rilancio economico, causato dalle difficoltà della seconda guerra mondiale; divenne successivamente uno dei tornei più importanti nel panorama calcistico europeo dell'epoca nonché progenitrice ufficiosa della Coppa UEFA.
In seguito, con l'austriaco Karl Rappan partecipò nel 1961 all'istituzione della Coppa Piano Karl Rappan, progenitrice della Coppa Intertoto.